# سليم البصري

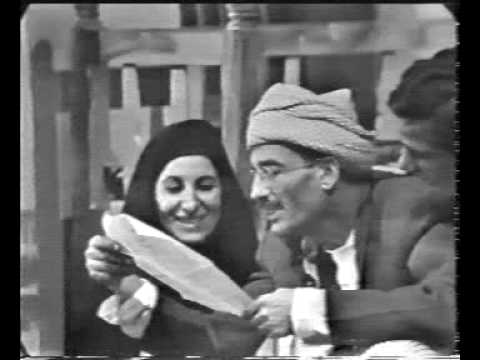
سليم البصري في دور حجي راضي في احدى المشاهد المضحكة في المسلسل التلفازي تحت موس الحلاق مع الممثلة سهام السبتي

سليم البصري (1926-9 أيار 1997) ممثل وكاتب سيناريو عراقي، وُلد في بغداد، العراق.

## حياته

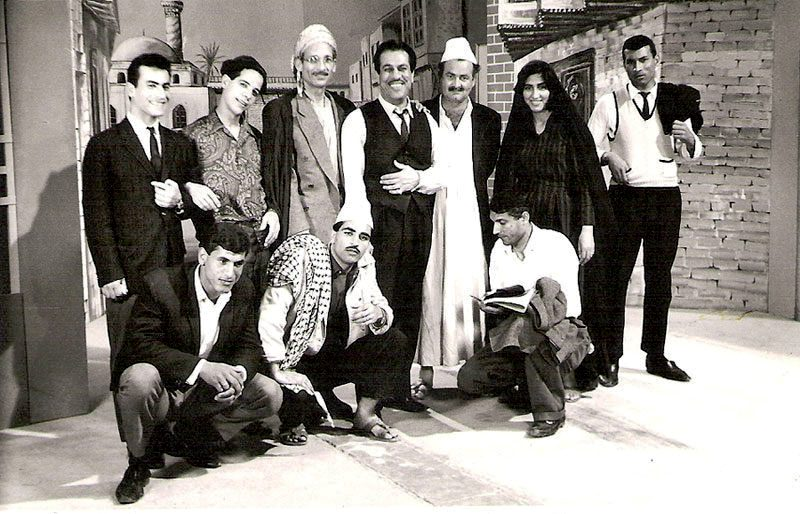
صورة للممثلين في مسلسل تحت موس الحلاق عام 1965، ويتوسط الواقفين المخرج محمد كريم والممثل سليم البصري وحمودي الحارثي وبين الجلوس في الوسط الممثل صبري الربيعي.

ولد الفنان الراحل سليم البصري (حجي راضي) بمحلة البتاويين عام 1926م في بغداد، والتحق في سنة 1942 م بأول فرقة أهلية للتمثيل وكان مقرها قرب ساحة الرصافي الواقعة في شارع الرشيد في بغداد، التي كانت بحسب ما ينقل قبة لضريح ولي صوفي بغدادي، ثم حدث إن انقطع الفنان سليم البصري عن التمثيل بين عامي 1944- 1948 ثم عاد ليقدم مسرحية (سليم البصري في ساحة التدريب) ،ودخل كلية الآداب والعلوم الإنسانية، قسم اللغة العربية، جامعة بغداد، عام 1950، وتخرج منها في 1954. وكان من أساتذته آنذاك (جبرا إبراهيم جبرا، جميل سعيد، عبد العزيز الدوري الذي كان عميد الكلية في وقتها)، بعدها أصبح الفنان سليم البصري رئيس المسرح الجامعي في كلية الآداب في جامعة بغداد.

## أعماله

### أفلام
- أوراق الخريف 1964 - للمخرج حكمت لبيب، تمثيل: راسم الجميلي، سهام السبتي.[3]
- فائق يتزوج 1984 – للمخرج إبراهيم عبد الجليل، تمثيل قاسم الملاك، إبراهيم جلال.
- عمارة 13 1987 – للمخرج صاحب حداد، تمثيل محمد حسين عبد الرحيم، سهى سالم.
- العربة والحصان 1989 – للمخرج السوري محمد منير فنري، تمثيل: حمودي الحارثي، إقبال نعيم، جلال كامل.[4]

### مسرحيات
- فنان رغماً عنه، كتبها سليم البصري.
- سليم البصري في ساحة التدريب.
- الصحراء، ليوسف وهبي ومثل فيها أحد بدور الشيوخ الثائرين وتم عرضها في سينما علاء الدين في وقتها.

### مسلسلات تلفزيونية
- تحت موس الحلاق، شاركه في بطولتها حمودي الحارثي.[5]، إخراج: عمانوئيل رسام، تمثيل: خليل الرفاعي، راسم الجميلي، سهام السبتي، كتبها سليم البصري.
- النسر وعيون المدينة، إخراج: إبراهيم عبد الجليل، تمثيل: خليل شوقي، بدري حسون فريد، قاسم الملاك
- الذئب وعيون المدينة، إخراج: إبراهيم عبد الجليل، تمثيل: خليل شوقي، بدري حسون فريد، قاسم الملاك
- الأحفاد وعيون المدينة، تمثيل: بدري حسون فريد، هند كامل، محسن العلي.
- تحت موس الحلاق ج2، تمثيل سهام السبتي، حمودي الحارثي، إبتسام فريد.

### تمثيليات تلفزيونية
- تمثيلية هواجس الصمت.
- تمثيلية لو، لم تعرض لأسباب سياسية.

## وفاته
في آخر سنين حياته انزوى الفنان سليم البصري بعيداً عن الأضواء حتى وافته المنية في منزله بتأريخ التاسع من أيار/مايو 1997 في بغداد.

## وصلات خارجية
- سليم البصري على موقع قاعدة بيانات الأفلام العربية
- سليم البصري
- ساحة الرصافي
- كلية الفنون الجميلة العراقية
- تحت موس الحلاق على يوتيوب
- النسر وعيون المدينة على يوتيوب
- شارع الرشيد